# Lawrence Patrick

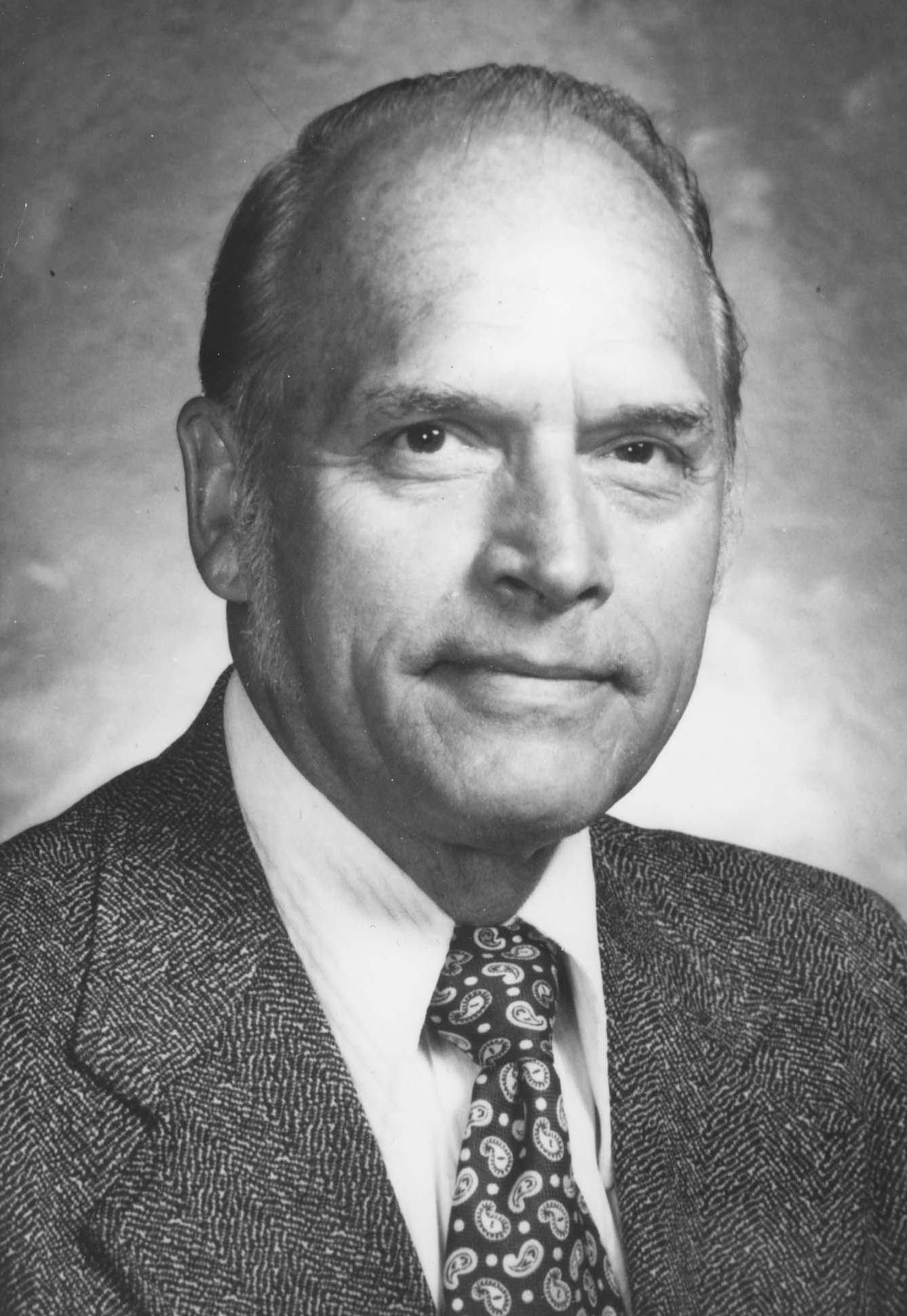
Lawrence Patrick

Lawrence M. Patrick (* 21. Mai 1920 in Detroit, Michigan; † 30. April 2006 in Hendersonville, North Carolina) gilt als einer der Väter der Crashtest-Dummys. Der Professor der Biomechanik an der Wayne State Universität in Detroit stellte sich zwischen 1960 und 1975 in Selbstversuchen zur Untersuchung der Auswirkungen von Unfällen auf den menschlichen Körper zur Verfügung und führte dazu Versuchsläufe auf Raketenschlitten durch oder ließ sich anderen Belastungen oder Verletzungen aussetzen. Einer seiner Studenten, Harold Mertz, war einer der Entwickler der Hybrid-Modellreihe, die weltweit zu den Standards in der Unfallforschung zählt.
Während der Forschung machte Patrick über 400 Versuche auf dem Raketenschlitten, wobei die Effekte der negativen Beschleunigung (Abbremsung) gemessen wurden. Er und zum Teil auch seine Studenten erlaubten es, dass ihnen schwere Stahlgewichte auf die Brust sowie in die Gesichter fallen gelassen wurden, um Schläge beim Aufprall während eines Verkehrsunfalls zu simulieren, sowie dass ihnen zersplittertes Glas entgegengeblasen wurde, um die Effekte eines Bruches der Windschutzscheibe während der Fahrt oder beim Aufprall zu simulieren.
Während er zugab, dass er „leichte Schmerzen“ (engl.: a little sore) hatte, sagte Patrick, dass die Forschung seines Teams bahnbrechend in der Entwicklung mathematischer Modelle sein werde, an der zukünftige Forschung gemessen werden könne.